# شرشره (اراک)
شرشره، روستایی از توابع بخش خنداب شهرستان اراک در استان مرکزی ایران است.
اهالی این روستا از مردمان لر می باشند.

## جمعیت
این روستا در دهستان سنگ سفید قرار دارد و براساس سرشماری مرکز آمار ایران در سال ۱۳۹۵، جمعیت آن ۱۳۵ نفر (۴۵خانوار) بوده‌است.